# 郭襄
郭襄（かく じょう、拼音: Guō Xiāng）は、金庸の武俠小説『神鵰剣俠』『倚天屠龍記』に登場する架空の人物。『射鵰英雄伝』の主人公・郭靖と黄蓉の娘（次女）。弟の郭破虜とは双子の姉弟である。作中で誕生日が特定されており、それによると1244年10月25日生まれ。本編においては楊過を兄と慕っていた。本編への登場こそ遅いものの、襄陽での戦いにおいてヒロイン的な役割をつとめた。

## 略歴
襄陽で生まれたため、「襄」と名づけられる。生まれたその日に李莫愁に誘拐されてしまった。本来なら殺されるところだが、母性に目覚めた李莫愁によって一カ月ほど扶養される。のち、李莫愁と黄蓉の戦闘中、当時郭靖一家に恨みを持っていた楊過に誘拐される。その後、楊過・小龍女とともに古墓で扶養されるが、絶情谷で黄蓉に返された。
物語において郭襄が再び登場するのは理宗の開慶元年（1259年）、15歳に成長した郭襄は姉の郭芙、弟の郭破虜と旅の途中、神鵰俠（楊過）のうわさを聞くと、興味を持って後をつけ回す。なお、江湖で有名な神鵰俠について郭襄がこの年まで知らなかったのは、姉の郭芙の不始末が原因で楊過の右腕を喪失させ、楊過と小龍女と生き別れにさせたことがあり、郭家においては楊過の話が禁句となっていたため。このとき、楊過は郭襄が郭家の者とは知らなかったため仲良くなる。
楊過と別れる際、三本の「金針」をもらい、一本の針につき一つの願いをかなえてもらうことを約束。郭襄は一本目の針で仮面をかぶっていた楊過に素顔を見せること、二本目の針で16歳の誕生日にお祝いに来てくれるように頼んだ。これに対し楊過は快く願いを聞き入れ、とくに郭襄の誕生日には盛大なプレゼントを贈り、郭靖らを驚かせた。
最後の金の針は、16年前にした小龍女との再会の約束が嘘だったと知り、絶望のあまり自殺を図った楊過を思いとどまらせるように願った。この願いが聞き入れられ、楊過は自殺を断念した。
三回目の華山論剣のあと、楊過が行方不明になってしまうと、楊過を探し回った。しかし、結局見つけることができなかったという。生涯にわたり結婚はしなかったため子は残していないが、彼女の弟子が『倚天屠龍記』に登場している。

## 性格
性格は祖父黄薬師に似たところがあり、変わり者。15歳の時点でたまたま知り合った宿屋の客らに、自分の小遣いで酒をおごったり、楊過に興味を持つとついて回ったりしている。そのために東邪と呼ばれる祖父にちなんで、小東邪のあだ名を持っている。また、わがまま放題で他人に迷惑をかけるように育ってしまった姉の郭芙の反省からか、双子の弟にあたる郭破虜ともども両親から厳しいしつけを受けて育つが、かなり奔放に育ってしまった。
少女のころ出会った楊過に対しては恋愛感情にも似た憧れをもっている。それでも、楊過が小龍女という生き別れになった妻がいると知ると、楊過と小龍女の再会を心から願った。楊過の失踪後は楊過を探し続け、生涯結婚することはなかった。

## 武功
かなりの才能があるようで、金輪国師が是非にも弟子にしたいと願ったほど。実際に、超一流の武術家である郭靖・黄蓉らから手ほどきを受けているため、それなりの腕前を持ってはいる。だが、あくまでお嬢様育ちをしているため、物語中（少女時代）は強敵に打ち勝てるほどの武功は持っていなかった。
『倚天屠龍記』では、「九陽真経」を不完全ながらも会得。この後かなりの進歩を遂げて峨嵋派を開き、その掌門となった。ただ、その具体的なエピソードは描かれてはいない。

## 家系図
|        |        |        |        | 郭盛   |        |        |        |        |        |      |      |      |      |      |      |      |      |      |      |        |        |        |        |        |        |        |        |        |        |      |      |      |      |
|        |        |        |        |        |        |        |        |        |        |      |      |      |      |      |      |      |      |      |      |        |        |        |        |        |        |        |        |        |        |      |      |      |      |
|        |        |        |        |        |        |        |        |        |        |      |      |      |      |      |      |      |      |      |      |        |        |        |        |        |        |        |        |        |        |      |      |      |      |
|        |        |        |        | 郭嘯天 | 郭嘯天 | 郭嘯天 | 郭嘯天 | 郭嘯天 | 郭嘯天 |      |      | 李萍 | 李萍 | 李萍 | 李萍 | 李萍 | 李萍 |      |      | 黄薬師 | 黄薬師 | 黄薬師 | 黄薬師 | 黄薬師 | 黄薬師 |        |        | 馮衡   | 馮衡   | 馮衡 | 馮衡 | 馮衡 | 馮衡 |
|        |        |        |        | 郭嘯天 | 郭嘯天 | 郭嘯天 | 郭嘯天 | 郭嘯天 | 郭嘯天 |      |      | 李萍 | 李萍 | 李萍 | 李萍 | 李萍 | 李萍 |      |      | 黄薬師 | 黄薬師 | 黄薬師 | 黄薬師 | 黄薬師 | 黄薬師 |        |        | 馮衡   | 馮衡   | 馮衡 | 馮衡 | 馮衡 | 馮衡 |
|        |        |        |        |        |        |        |        |        |        |      |      |      |      |      |      |      |      |      |      |        |        |        |        |        |        |        |        |        |        |      |      |      |      |
|        |        |        |        |        |        |        |        | 郭靖   | 郭靖   | 郭靖 | 郭靖 | 郭靖 | 郭靖 |      |      |      |      |      |      |        |        |        |        | 黄蓉   | 黄蓉   | 黄蓉   | 黄蓉   | 黄蓉   | 黄蓉   |      |      |      |      |
|        |        |        |        |        |        |        |        | 郭靖   | 郭靖   | 郭靖 | 郭靖 | 郭靖 | 郭靖 |      |      |      |      |      |      |        |        |        |        | 黄蓉   | 黄蓉   | 黄蓉   | 黄蓉   | 黄蓉   | 黄蓉   |      |      |      |      |
|        |        |        |        |        |        |        |        |        |        |      |      |      |      |      |      |      |      |      |      |        |        |        |        |        |        |        |        |        |        |      |      |      |      |
|        |        |        |        |        |        |        |        |        |        |      |      |      |      |      |      |      |      |      |      |        |        |        |        |        |        |        |        |        |        |      |      |      |      |
| 耶律斉 | 耶律斉 | 耶律斉 | 耶律斉 | 耶律斉 | 耶律斉 |        |        | 郭芙   | 郭芙   | 郭芙 | 郭芙 | 郭芙 | 郭芙 |      |      | 郭襄 | 郭襄 | 郭襄 | 郭襄 | 郭襄   | 郭襄   |        |        | 郭破虜 | 郭破虜 | 郭破虜 | 郭破虜 | 郭破虜 | 郭破虜 |      |      |      |      |
| 耶律斉 | 耶律斉 | 耶律斉 | 耶律斉 | 耶律斉 | 耶律斉 |        |        | 郭芙   | 郭芙   | 郭芙 | 郭芙 | 郭芙 | 郭芙 |      |      | 郭襄 | 郭襄 | 郭襄 | 郭襄 | 郭襄   | 郭襄   |        |        | 郭破虜 | 郭破虜 | 郭破虜 | 郭破虜 | 郭破虜 | 郭破虜 |      |      |      |      |

## 演じた女優
- 林欣欣：『神鵰俠侶』 佳芸電視 香港 1976年
- 黄曼凝：『神鵰俠侶』 無綫電視（TVB） 香港 1984年
- 應暁薇：『神鵰俠侶』 台湾中視（CTV） 1984年
- 李綺虹：『神鵰俠侶』 TVB 香港 1995年
- 林湘萍：『神鵰俠侶』 メディアコープ シンガポール 1998年
- 六月：『神鵰俠侶』 台湾テレビ（TTV） 1998年
- ヤン・ミー：『神鵰侠侶』  中央電視台（CCTV） 中国 2006年